# Religion dans l'Union européenne
Religion dans l'Union européenne (décembre 2018)
- Catholique (44,5 %)
- Orthodoxe (10,2 %)
- Protestant (9,9 %)
- autres chrétiens (5,0 %)
- Agnosticisme (17,0 %)
- Athéisme (9,3 %)
- Islam (2,1 %)
- Bouddhisme (0,6 %)
- Judaïsme (0,2 %)
- Autres religions (1,2 %)

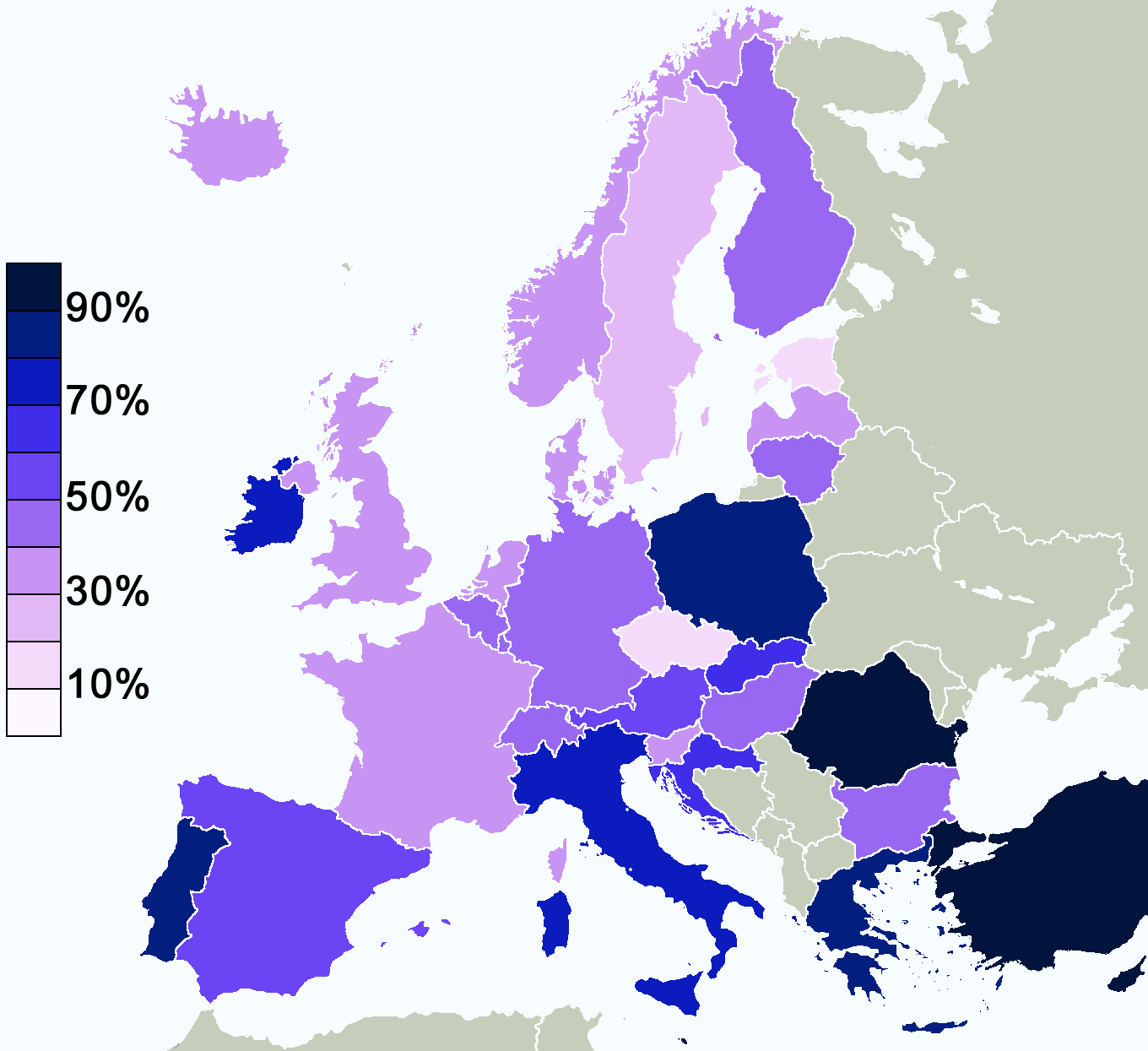
Carte montrant le taux de croyance en Dieu en Europe. Plus la couleur est foncée, plus ce taux est élevé

Les religions dans l'Union européenne (UE) sont diverses. La religion la plus importante dans l'UE est le christianisme, qui représentait 72,8 % de la population de l'UE en 2018[réf. obsolète]. Les groupes plus petits comprennent l'islam, le bouddhisme, le judaïsme, l'hindouisme et certaines religions d'Asie de l'Est, concentrés pour la plupart en Allemagne et en France. On observe récemment des mouvements marginaux de renaissance des religions populaires européennes pré-chrétiennes, notamment le paganisme, le rodnovery, la romuva et le druidisme.
La politique de l'union européenne est peu impliquée dans ce sujet, suivant une forme de laïcité, qui n'impacte pas significativement le fonctionnement des institutions de l'Union européenne.
Lors des discussions sur le projet de la Constitution européenne, des propositions de groupes conservateurs visant à faire expressément référence à la religion ont été proposées, une forte opposition a conduit à leur abandon. Finalement, le traité évoque une inspiration par des « héritages culturels, religieux et humanistes de l'Europe, à partir desquels se sont développées les valeurs universelles que constituent les droits inviolables et inaliénables de la personne humaine, ainsi que la liberté, la démocratie, l'égalité et l'État de droit; » et se positionne relativement aux statuts des religions dans les Etats par son article 11.
La possibilité d'exercer sa religion et ses croyances est l'une des libertés fondamentales inscrites dans la charte des droits fondamentaux de l'Union européenne à l'article concernant la liberté de pensée, de conscience et de religion.
Au niveau des États membres, il existe une grande hétérogénéité dans la répartition des croyants et dans les relations qu’entretiennent les instances religieuses et politiques.

## Statistiques
Pour des raisons techniques, il est temporairement impossible d'afficher le graphique qui aurait dû être présenté ici.

Au cours des dernières décennies, la pratique religieuse a tendance à baisser. Le sondage d'Eurostat a montré en 2010 que 20 % des citoyens de l'UE ne croyait pas en une sorte d'esprit, Dieu ou force vivante. Les pays qui concentrent le plus de personnes non-croyantes sont la France (40 %), la République tchèque (37 %), la Suède (34 %), les Pays-Bas (30 %), l'Estonie (29 %), l'Allemagne (27 %), la Belgique (27 %) et la Slovénie (26 %). Les pays les plus religieux sont la Roumanie (1 % de non croyants) et Malte (2 % de non croyants). Dans l'UE, la croyance est plus fréquente avec l'âge et plus élevée chez les femmes, les personnes n'ayant qu'une éducation de base et celles qui « se positionnent sur la droite de l'échiquier politique » (57 %).
| Pays               | Personnes croyant en un Dieu | Personnes croyant en une sorte d'esprit ou force vivante | Personnes non croyantes | Personnes ne se prononçant pas |
| ------------------ | ---------------------------- | -------------------------------------------------------- | ----------------------- | ------------------------------ |
| Malte              | 94 %                         | 4 %                                                      | 2 %                     | 0 %                            |
| Roumanie           | 92 %                         | 7 %                                                      | 1 %                     | 0 %                            |
| Chypre             | 88 %                         | 8 %                                                      | 3 %                     | 1 %                            |
| Grèce              | 79 %                         | 16 %                                                     | 4 %                     | 1 %                            |
| Pologne            | 79 %                         | 14 %                                                     | 5 %                     | 2 %                            |
| Italie             | 74 %                         | 20 %                                                     | 6 %                     | 0 %                            |
| Irlande            | 70 %                         | 20 %                                                     | 7 %                     | 3 %                            |
| Portugal           | 70 %                         | 15 %                                                     | 12 %                    | 3 %                            |
| Croatie            | 69 %                         | 22 %                                                     | 7 %                     | 2 %                            |
| Slovaquie          | 63 %                         | 23 %                                                     | 13 %                    | 1 %                            |
| Espagne            | 59 %                         | 20 %                                                     | 19 %                    | 2 %                            |
| Lituanie           | 47 %                         | 37 %                                                     | 12 %                    | 4 %                            |
| Luxembourg         | 46 %                         | 22 %                                                     | 24 %                    | 8 %                            |
| Hongrie            | 45 %                         | 34 %                                                     | 20 %                    | 1 %                            |
| Autriche           | 44 %                         | 38 %                                                     | 12 %                    | 6 %                            |
| Allemagne          | 44 %                         | 25 %                                                     | 27 %                    | 4 %                            |
| Lettonie           | 38 %                         | 48 %                                                     | 11 %                    | 3 %                            |
| Royaume-Uni        | 37 %                         | 33 %                                                     | 25 %                    | 5 %                            |
| Belgique           | 37 %                         | 31 %                                                     | 27 %                    | 5 %                            |
| Bulgarie           | 36 %                         | 43 %                                                     | 15 %                    | 6 %                            |
| Finlande           | 33 %                         | 42 %                                                     | 22 %                    | 3 %                            |
| Slovénie           | 32 %                         | 36 %                                                     | 26 %                    | 6 %                            |
| Danemark           | 28 %                         | 47 %                                                     | 24 %                    | 1 %                            |
| Pays-Bas           | 28 %                         | 39 %                                                     | 30 %                    | 3 %                            |
| France             | 27 %                         | 27 %                                                     | 40 %                    | 6 %                            |
| Estonie            | 18 %                         | 50 %                                                     | 29 %                    | 3 %                            |
| Suède              | 18 %                         | 45 %                                                     | 34 %                    | 3 %                            |
| République tchèque | 16 %                         | 44 %                                                     | 37 %                    | 3 %                            |
| EU-28              | 51 %                         | 26 %                                                     | 20 %                    | 3 %                            |

## Sécularité des institutions
Lors des négociations préliminaires à l'adoption du traité d'Amsterdam en 1997, le Saint-Siège est intervenu afin que soit reconnue la place de l'Église dans l’héritage européen. Cette proposition n'a pas été adoptée et une terminologie plus laïque fut retenue : « héritage culturel, humaniste et religieux ». Avec les élargissements successifs, les pays de tradition catholique et protestante ont été rejoints par des pays de tradition orthodoxe.
Il n’existe en 2014 aucune disposition juridique régissant au niveau européen les rapports que doivent entretenir les États membres et les cultes ; cette liberté est laissée à chacun, dans le respect des traités européens et de la jurisprudence de la CJUE. Les situations sont ainsi fort diverses, en fonction du contexte historique, culturel et politique, dans les relations institutionnelles avec les cultes et leurs représentants.
Le modèle politique développé par l'UE depuis les vingt dernières années s'oriente vers une identité communautaire et démocratique, avec une citoyenneté européenne, un État de droit et une justice en accord avec le respect des droits individuels. En 2000, le traité de Nice réaffirme les droits civils, économiques, politiques et sociaux de « tous les citoyens européens ainsi que ceux qui vivent sur leur territoire ». La dimension religieuse reste du domaine des États membres mais le principe de séparation des cultes et de l’État reste essentiel au respect de tous les citoyens et de leurs croyances. Le traité d’Amsterdam modifiant le traité sur l'Union européenne, les traités instituant les Communautés européennes et certains actes connexes réaffirme cette distinction :

« Article 11 : Déclaration relative au statut des églises et des organisations non confessionnelles
L'Union européenne respecte et ne préjuge pas le statut dont bénéficient, en vertu du droit national, les Églises et les associations ou communautés religieuses dans les États membres. L'Union européenne respecte également le statut des organisations philosophiques et non confessionnelles »

— Traité d'Amsterdam
Cette politique est également défendue dans le processus d'adhésion de nouveaux États, le respect des libertés fondamentales, politiques, culturelles et religieuses est un prérequis pour tout ouverture d'un dossier d'adhésion.

## Liberté religieuse
La liberté de pratiquer une religion ou un culte est l'une des libertés fondamentales défendues par les États membres et repris dans un certain nombre de traités européens, et notamment dans la Charte des droits fondamentaux. Ces textes priment sur le droit national et ont un caractère juridique contraignant pour les États membres, c'est la Cour européenne des droits de l'homme qui traite les recours portés contre un État membre du Conseil de l'Europe qui ont ratifié la Convention mais ne respectent pas les droits et les libertés qui y sont reconnus.

« Article II-10 : Liberté de pensée, de conscience et de religion
1. Toute personne a droit à la liberté de pensée, de conscience et de religion. Ce droit implique la liberté de changer de religion ou de conviction, ainsi que la liberté de manifester sa religion ou sa conviction individuellement ou collectivement, en public ou en privé, par le culte, l'enseignement, les pratiques et l'accomplissement des rites.
2. Le droit à l'objection de conscience est reconnu selon les lois nationales qui en régissent l'exercice. »

— Charte des droits fondamentaux de l'Union européenne
Conformément aux idéaux d'égalité civile et de liberté de culte des nations fondatrices de la Communauté économique européenne dans les années cinquante, le traité fondateur instituant la CEE permet aux instances européennes de pouvoir agir dans le sens de la lutte contre toutes les formes de discriminations basées sur la religion.

« Article 13 :
1. Sans préjudice des autres dispositions du présent traité et dans les limites des compétences que celui-ci confère à la Communauté, le Conseil, statuant à l'unanimité sur proposition de la Commission et après consultation du Parlement européen, peut prendre les mesures nécessaires en vue de combattre toute discrimination fondée sur le sexe, la race ou l'origine ethnique, la religion ou les convictions, un handicap, l'âge ou l'orientation sexuelle.
2. Par dérogation au paragraphe 1, lorsque le Conseil adopte des mesures d'encouragement communautaires, à l'exclusion de toute harmonisation des dispositions législatives et réglementaires des États membres, pour appuyer les actions des États membres prises en vue de contribuer à la réalisation des objectifs visés au paragraphe 1, il statue conformément à la procédure visée à l'article 251. »

— Traité instituant la Communauté européenne
Ces mesures ont été réaffirmés dans le traité de Maastricht son attachement au respect des droits et libertés, à la suite du passage de la CEE à l'UE et de la ratification de la Charte des droits fondamentaux qui reprend dans un seul document applicable aux acteurs nationaux et internationaux parties prenantes à l'UE :
- les droits rencontrés dans la jurisprudence de la Cour de justice de l'Union européenne
- les droits et libertés consacrés par la Convention européenne des droits de l'homme[Note 2]
- les autres droits et principes résultant des « traditions constitutionnelles communes à tous les États membres et d'autres instruments internationaux »[8]

« Article 6 (ex-article 6 TUE) :
1. L'Union reconnaît les droits, les libertés et les principes énoncés dans la Charte des droits fondamentaux de l'Union européenne du 7 décembre 2000, telle qu'adaptée le 12 décembre 2007 à Strasbourg, laquelle a la même valeur juridique que les traités. Les dispositions de la Charte n'étendent en aucune manière les compétences de l'Union telles que définies dans les traités. Les droits, les libertés et les principes énoncés dans la Charte sont interprétés conformément aux dispositions générales du titre VII de la Charte régissant l'interprétation et l'application de celle-ci et en prenant dûment en considération les explications visées dans la Charte, qui indiquent les sources de ces dispositions.
2. L'Union adhère à la Convention européenne de sauvegarde des droits de l'Homme et des libertés fondamentales. Cette adhésion ne modifie pas les compétences de l'Union telles qu'elles sont définies dans les traités.
3. Les droits fondamentaux, tels qu'ils sont garantis par la Convention européenne de sauvegarde des droits de l'Homme et des libertés fondamentales et tels qu'ils résultent des traditions constitutionnelles communes aux États membres, font partie du droit de l'Union en tant que principes généraux. »

— Traité sur l'Union européenne
À l'extérieur de ses frontières, l'UE s'efforce également de promouvoir la liberté religieuse comme une vertu du modèle européen, le Conseil des Affaires Étrangères de l'Union européenne et le Service européen pour l'action extérieure (SEAE) ont adopté les « Lignes Directrices de l'UE sur la promotion et la protection de la liberté de religion ou de conviction », à destination de ses délégations et représentants européens à l'étranger

## Place dans la société européenne
Lors de la fondation de la CEE et durant son développement, l'aspect religieux de la société européenne était présent, ainsi, certains symboles de l'unité européenne reprennent des symboliques propres au christianisme, religion majoritaire au sein de la population des pays européens en 1952, comme aujourd'hui. Le drapeau européen reprend la symbolique du bleu, en référence à la couleur du manteau de la vierge et les douze étoiles, la couronne de douze étoiles évoquée dans l'apocalypse de Saint Jean, selon son créateur. Cela s'explique par les racines profondes qui unissent société civile, États et religion.

« J'ai beaucoup lu sur l'histoire de l'Europe. Il en ressort que le christianisme est un facteur constitutif très important de notre histoire commune. Il n'y a pas un endroit du monde où soient mieux harmonisées les relations entre l'individu et la société. Cela est dû à mon avis à l'influence du christianisme. »

— Jacques Delors
Avec le développement de la bureaucratie européenne, des groupes de pression se sont développés en faveur des religions et des idées qu'elles défendent ou de la laïcité. C'est le cas de la Fédération humaniste européenne ou de la Commission des épiscopats de la communauté européenne

## Jurisprudence
Sur le sujet de la religion, certains pays membres de l'UE sont soumis à la jurisprudence de la Cour européenne.
La Cour européenne des droits de l'homme considère notamment des concepts tels que: Le droit à la liberté de religion, ses dimensions intérieure et extérieure, ses aspects individuel et collectif, les relations entre Etat et communautés religieuses, l’imposition, par l’Etat, de certaines pratiques liées à une religion.
Elle considère aussi l'étendue de la protection de la liberté de religion, le devoir de neutralité et d’impartialité de l’Etat, la protection contre l’offense gratuite, l’incitation à la violence et à la haine contre une communauté religieuse, la religion au travail et l’aménagement raisonnable.